# امولی ان وست
امولی ان وست (انگلیسی: Emoly Ann West) مانکن آمریکایی است.